# Storia di Novate Milanese nel Medioevo

Lo stemma del comune di Novate Milanese

La storia di Novate Milanese nel Medioevo rappresenta l'insieme degli avvenimenti storici riferibili a Novate Milanese che hanno avuto luogo nel periodo convenzionalmente compreso tra la caduta dell'Impero romano d'Occidente (476) e il primo viaggio di Cristoforo Colombo (1492).

## Età romana e longobarda
Di Novate Milanese non si ebbe alcuna risultanza storica attestata durante l'età romana e longobarda: è accertato però che nelle vicinanze di Novate, benché non direttamente sul suo territorio, passava la strada romana Mediolanum-Bilitio, che metteva in comunicazione Milano, originandosi da Corso Sempione, con Bellinzona.
Nel mentre che di Novate non si hanno notizie certe, a Milano si assistette sotto i bizantini (533-568) alla ricrescita della città, che tuttavia non tornò ad assumere il prestigio che ebbe nel periodo romano; ai bizantini susseguirono i longobardi (568-774) e fu allora che iniziò ad assumere una notevole rilevanza nel contesto del governo civico la figura dell'arcivescovo, tanto che sul finire del IX secolo, l'arcidiocesi iniziò a infeudare le pievi del milanese a famiglie di spicco, che divennero così feudatarie dell'arcivescovo, prendendo il nome di "capitanei". Infatti, se nella città di Milano, per influenza degli imperatori romani, si diffuse rapidamente il cristianesimo, lo stesso non avvenne nelle campagne, dove i culti pagani perdurarono più a lungo.
È inoltre certo che già a fine IX secolo Novate era parte della pieve di Bollate, sorte queste in Lombardia verso la metà del V secolo, esse andavano a costituire le prime circoscrizioni territoriali a base religiosa, tendenzialmente coincidenti ai preesistenti distretti territoriali, celtici o romani, di natura politica o amministrativa.

## IX e X secolo

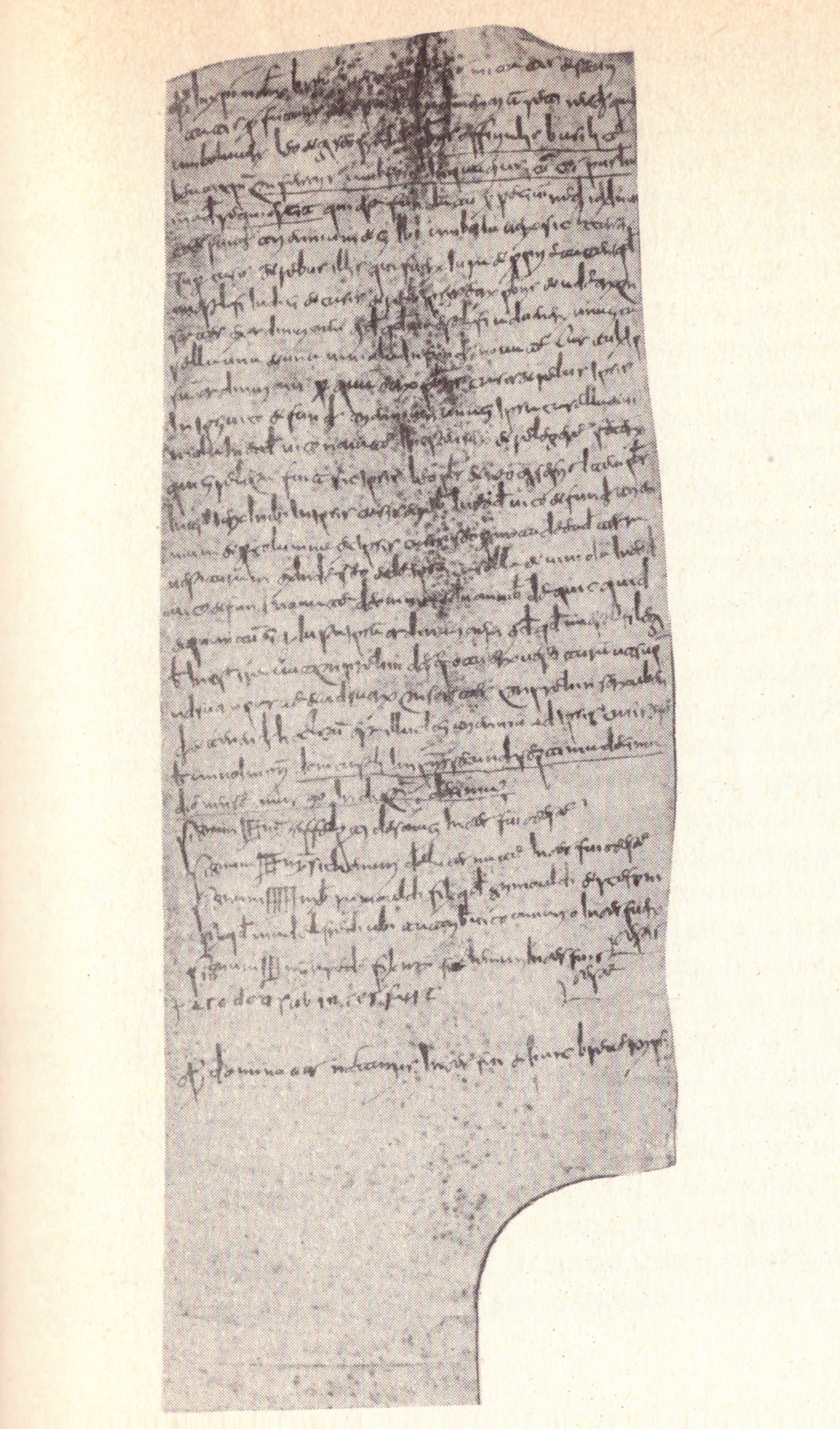
Il primo documento relativo alla storia di Novate Milanese: l'atto notarile dell'877

La prima traccia documentata dell'esistenza di Novate Milanese risale all'877, quando comparse su documento il toponimo "Novate": una pergamena, conservata in originale a Milano, presso l'archivio capitolare della basilica di Sant'Ambrogio, redatta a Trenno il 17 marzo di quell'anno.
L'atto fu redatto da un certo notaio Dominator e il suo contenuto riguarda il lascito testamentario del giudice Averolfo, probabilmente milanese, a favore dei religiosi della basilica milanese di Sant'Ambrogio. A intervenire nell'atto furono proprio due sacerdoti della basilica, tali Leone e Gisefredo, che in rappresentanza dei propri colleghi vennero immessi nel possesso giuridico dei beni legati dal giudice: tra questi, oltre ad alcuni possedimenti a Trenno, anche una piccola abitazione di campagna con annesso vigneto, sita a Novate.
Tale atto notarile riveste una notevole importanza storica, giacché permette di rilevare, da un lato come il toponimo "Novate" fosse già al tempo perfettamente consolidato e dall'altro che, al tempo, a Novate esistevano fondi agricoli di proprietà dei residenti della città, Milano: Novate, infatti, era propriamente un piccolo villaggio rurale immerso nella campagna attorno a Milano.
Il contenuto dell'atto era il seguente:
Cartulam ipsam ordinacionis, per quam eorum presbiteris casis et rebus ipsis in suprascripto vico et fundo Triennium, una cum ipsa casella et viniola in eodem vico Novate, ibi ostenserunt et relegere fecerunt; qui cum relecta fuit, sic ipsis Leo presbiter et suprascripto Gisefrit item presbiter introierunt inibi in ipsis casis et rebus in eodem vico et fundo Triennium, et pro columna ex ipsis casis, seo pro mota de eadem terra vestituram exinde, seo et de ipsa casella et viniola in eodem vico et fundo Novate de omnia et in omnibus, de quicquid et quantuncunque iusta ipsam ordinacionem eiusdem quondam Averolfi legibus introire aut comprehindere potuerunt, vestituram ut supra ad suorum parte et ad suorum consortes conprehinserunt abendum et tenendum.
Lì mostrarono e fecero leggere la carta della disposizione, per la quale ai sacerdoti erano state assegnate quelle case e quelle cose nel suddetto borgo e fondo di Trenno, insieme alla piccola casa e alla vigna nello stesso borgo di Novate; infine dopo averla letta, i sacerdoti Leone e Gisefredo entrarono in quelle case e in quei beni nello stesso borgo e fondo di Trenno, e toccando una colonna di quelle case e una zolla di quella terra, ne presero possesso, così come della piccola casa e della vigna nello stesso borgo e fondo di Novate, per tutto e in ogni cosa, per quanto e in quanto potevano legittimamente entrare e acquisire secondo la disposizione dello stesso Averolfo, prendendo possesso come sopra, per sé e per i loro compagni.
Ciò è stato fatto presso le case e i beni, nel secondo anno del regno del signore imperatore Carlo, il diciassettesimo giorno del mese di marzo, indizione decima. [...] Io notaio Dominator ho presenziato e scritto questo breve atto.»
(Notaio Dominator, atto del 17 marzo 877)
Una seconda occorrenza del toponimo "Novate", utile alla conferma del suo status, può essere rinvenuta in un documento datato giugno 912, redatto da un notaio milanese di nome Adelberto. La carta riguardava il passaggio di proprietà di alcuni beni tra Ingelberto, chierico della parrocchia di San Pietro in Caminadella e Idelberga, badessa del monastero del Gisone: tra i beni ceduti alla badessa figurano alcune proprietà agricole site "in vico et fundo Novate" e specialmente trattavasi di orti, viti, campi coltivabili, prati e boschi di castagni. Queste indicazioni confermano come nel X secolo Novate fosse un centro abitato caratterizzato da una natura prettamente agricola.
P. di
Trezzo
Legenda:
     Martesana di mezzo
     Martesana abduana
La Pieve di Bollate, alla quale Novate Milanese apparteneva probabilmente già dal X secolo, era parte del più ampio contado della Martesana, a sua volta uno dei sei contadi nei quali era ripartita la campagna attorno a Milano, e precisamente Martesana, Bazana, Seprio, Burgaria, Stazzona e Lecco. Il contado della Martesana si collocava nella vasta regione a nord-est di Milano, che può essere geograficamente compresa tra i due rami del lago di Como, estendendosi a sud di tale lago, fino al limite nord di Milano. La sua vasta estensione portò a una ripartizione del contado in due aree, così come risulta dal catalogo delle case degli Umiliati (1298): la Martesana di mezzo (Martesana de Medio) e la Martesana abduana (Martesana de ripa Abduae infra). Della prima erano parte le Pievi di Asso, Incino, Cantù, Mariano, Alliate, Seveso, Desio e Bollate; della seconda erano invece parti le pievi di Garlate, Brivio, Vimercate, Trezzo, Gorgonzola, Cornegliano, Settala e Segrate. Le pievi di Bruzzano e Missaglia erano invece parzialmente in un territorio e parzialmente nell'altro.
Il contado della Martesana, la cui prima risultanza storica risale al 931, ebbe la particolarità di avere raggiunto l'autonomia da Milano in tempi più tardi rispetto agli altri contadi del milanese: tant'è che nel 1131, quando tutti gli altri contadi avevano un proprio conte, la Martesana rimaneva assoggettata al conte di Milano.
Al 940 risalgono ulteriori conferma dello status delle terre novatesi e si ha inoltre notizia di come alcune di queste terre fossero rese oggetto di contratto di livello, forma simile alla moderna enfiteusi, con la quale il proprietario di un fondo ne concedeva l'usufrutto al livellario, per un periodo di tempo che poteva anche raggiungere la perpetuità. Nella specie, a Novate si legge che un fondo di proprietà del monastero del Gisone fu concesso a titolo di livello ventennale a tali Medelberto e Romano, rispettivamente dei borghi di Cesano e Novate, a fronte di un corrispettivo annuale corrisposto in natura al ricorrere delle festività di San Lorenzo e San Martino. Una ventina di anni più tardi, un documento datato 24 settembre 963 ‒ nel registrare la permuta di alcune terre con Walperto, di Carrobbio ‒ attesta l'esistenza a Novate di una località denominata "Besana".

## XI secolo
Attorno al 1035, l'arcivescovo milanese Ariberto da Intimiano iniziò ad attuare una politica molto dura nei confronti della classe popolare, a danno specialmente dei valvassori che cominciarono a tramare contro l'arcivescovo e la grande nobiltà feudale. L'arcivescovo, dopo aver in un primo tempo tentato una risoluzione pacifica, non esitò a sedare la rivolta con la forza armata: i valvassori, sconfitti, dovettero allontanarsi da Milano e trovarono asilo nei comuni circostanti la città.
Lì, cominciarono a riorganizzarsi per affrontare nuovamente l'arcivescovo milanese e al tempo stesso ne approfittarono per fare unire a loro anche gli abitanti dei contadi prossimi a Milano; questi ultimi infatti, specie con riguardo ai contadi della Martesana e del Seprio, già da alcuni anni avevano manifestato volontà secessioniste rispetto al conte di Milano, tanto che tali due contadi avevano de facto assunto la forma repubblicana e si erano autonomamente dotati di consoli, incaricati di rivestire alcune funzioni amministrative e giurisdizionali. Così, alcuni abitanti della Martesana e del Seprio colsero l'occasione di affiancarsi ai valvassori milanesi per affrontare il governo arcivescovile: le fazioni arrivarono allo scontro nella primavera del 1036 nei pressi di Lodi, conclusosi con la battaglia di Campomalo.

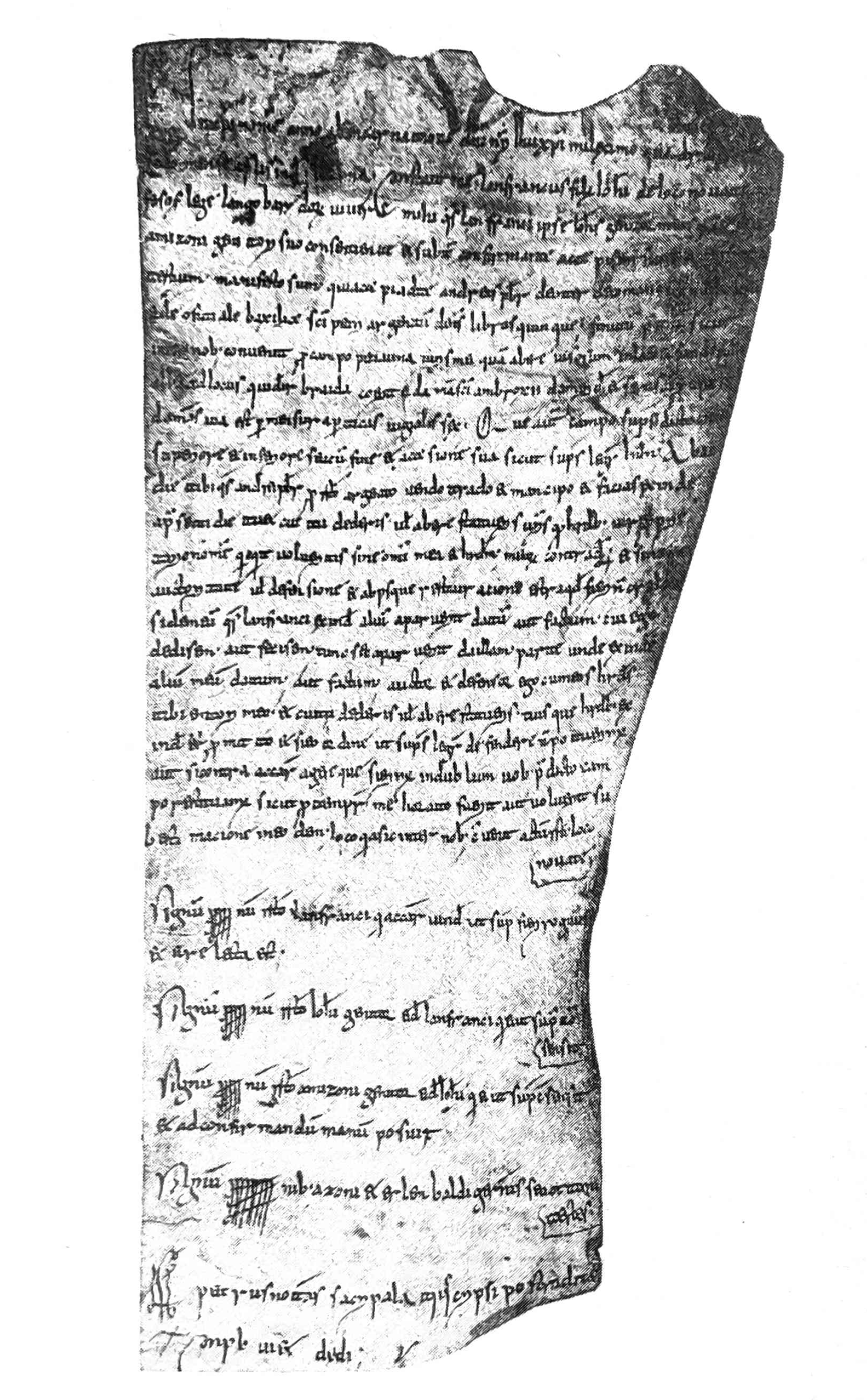
L'atto del 1042 con la menzione alla chiesa di San Protaso

Nell'aprile 1042 venne rogata a Novate una compravendita di notevole interesse per la storia locale, non tanto per i beni oggetto della stessa, quanto piuttosto per il fatto che risulta essere il più antico documento che conferma l'esistenza in quel luogo di una chiesa dedicata a san Protaso, compatrono della città. Il terreno oggetto della vendita era posto in una zona detta "Vialba", quest'ultima situata in località "Braida" e risultava confinante per un tratto con le proprietà della basilica milanese di Sant'Ambrogio e per un altro con le proprietà della suddetta chiesa novatese di San Protaso. Se quindi l'esistenza della chiesa è certa sin dal XI secolo, occorrerà attendere il 1573 per avere una sua prima descrizione accurata.
Nel maggio di quello stesso anno la vicina Milano fu scossa da moti rivoluzionari parecchio intensi: il popolo, addestrato militarmente per la difesa, si rivolta contro la classe nobiliare e l'arcivescovo, riuscendo a estrometterli dalla città. All'assedio milanese prestarono contributo, come già accaduto nel 1036, anche gli abitanti del contado della Martesana, sempre desiderosi di ottenere una propria indipendenza politica da Milano: l'assedio si concluse dopo tre anni con una soluzione pattizia negoziata con Lanzone, capitano del popolo milanese.
Alla seconda metà del XI secolo risalgono ulteriori notizie sulle terre di Novate: molte di esse risultavano di proprietà del già citato monastero del Gisone, che sovente le concedeva a titolo di livello o di precario ai massari locali. Fra tali concessioni, ne emerge una risalente al 1088 che peraltro dà conto dei nomi di alcuni massari novatesi: con l'atto, rogato a Milano il 29 febbraio di quell'anno, la badessa del monastero concedette il godimento decennale di alcune terre di Novate ai massari di nome tali Adamo, Giovanni (detto Spada), Ambrogio (detto Gaiardo), Alberto e fratelli, Pietro (detto Sclano), Giovanni (detto Gaido), altri due Giovanni, Adamo de Trenno, Obizo e Amizo Machinerio; questi ultimi si obbligavano a pagare un corrispettivo annuo al monastero, in tre cadenze annuali, fissate una a Pasqua e le due restanti alle festività di san Lorenzo e san Martino.
Due ulteriori compravendite intervenute alla fine del secolo attestano l'esistenza di due località a Novate chiamate rispettivamente "Rovorxelli" e "Cerniviga": il primo atto fu rogato a Milano nel 1089 e riguardava la vendita di un campo di 32 tavole, confinante a est con le proprietà di san Protaso; il secondo fu invece rogato a Novate nel 1096, con oggetto la vendita di un terreno da 1 pertica e 21 tavole, per il corrispettivo di 43 denari d'argento.

## XII secolo

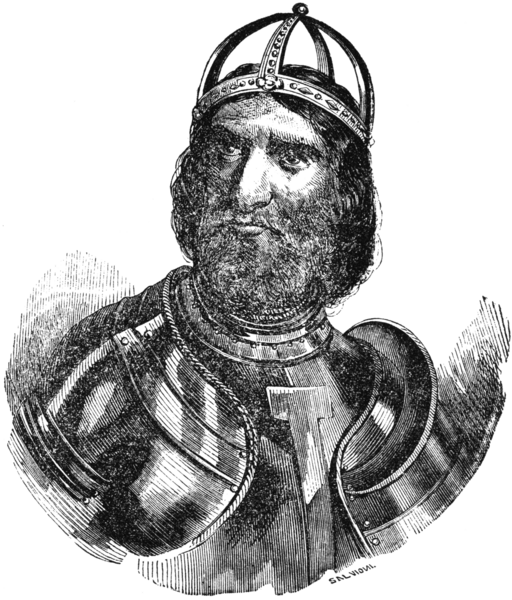
Federico Barbarossa in un'illustrazione ottocentesca.

Nei primi anni del XII secolo, Novate venne coinvolta nella guerra decennale combattuta tra il comune di Milano e quello di Como: il contado della Martesana si schierò a sostegno di Como, incassando tuttavia una dura sconfitta nell'agosto 1127.

### I martesani e Federico Barbarossa
Irrotto nella scena locale Federico Barbarossa, nel 1158 questi assediò Milano, portando a un cambio di tendenza nel campo delle alleanze militari dei contadi del Seprio e della Martesana, che fino a quel momento si erano sempre schierati contro Milano. In tale occasione, invece, gli abitanti dei due contadi si schierarono accanto ai milanesi, nel tentativo di respingere l'azione militare dell'imperatore. La difesa di Milano e dei suoi alleati si rivelò tuttavia infruttuosa, e anzi Novate e gli altri paesi della Martesana dovettero subire devastazioni, saccheggi e incendi delle strutture e dei campi, ad opera delle milizie del Barbarossa.
La pace tra l'imperatore e Milano venne siglata il 7 settembre 1158, quando Barbarossa, giunto a Monza, finì anzi per concludere un accordo di amicizia e alleanza proprio con i contadi del Seprio e della Martesana ‒ gli stessi che fino a pochi mesi prima stavano combattendo al supporto di Milano ‒ dietro l'esborso di una ingente somma di denaro e favore dei due contadi e ponendo al governo di questi il conte Gozwin von Heinsberg.
Poco meno di due anni più tardi, il 29 luglio 1160, le truppe milanesi di Porta Nuova, Porta Comasina e Porta Vercellina mossero un'offensiva militare verso i territori della Martesana, provocando la conseguente reazione dell'alleato imperiale: le truppe martesane, benché supportate da Barbarossa, incassarono una nuova sconfitta, con l'imperatore costretto a rifugiarsi a Como.
L'anno successivo lo stesso Barbarossa assediò nuovamente Milano fino a quando il 1º marzo 1162 i consoli milanesi dovettero abbandonare la città, spostandosi a Lodi, dichiarando la sottomissione di Milano all'imperatore Barbarossa.

### Tracce di Novate nel Millecento
In quello stesso 1160, il nome di Novate comparse nuovamente in documento a matrice privatistica: in una vendita di alcuni campi situati a Moirano a favore della canonica milanese di San Ambrogio, uno dei testimoni che sottoscrissero l'atto fu un certo Giovanni, figlio di Giovanni Obizone de Novate. L'8 maggio 1174 si registrò invece una vendita di alcune terre novatesi possedute dal giudice Arnolfo Boccardi e dal fratello Baltramolo a favore del monastero di Santa Margherita, che si è rivelato essere il succitato monastero del Gisone.
Verso il finire del secolo, un provvedimento giurisdizionale ha permesso di ricostruire ulteriori caratteristiche dello status di Novate a quei tempi: la controversia riguardava alcuni rustici delle terre Novatesi, ricevute in livello o in precario, che si rifiutarono di corrispondere ai proprietari le decime in natura pattuite. A convenire i rustici dinnanzi al console di Milano fu Salvatico dei Salvatici, che ottenne ragione da parte del console: questi condannò i contadini novatesi a pagare due denari per ciascun manzo o vitello posseduto da ognuno di essi, oltre a consentire ai proprietari di prelevare dai campi le decime loro spettanti. Nel provvedimento si fa inoltre menzione delle colture alle quali erano destinati i campi di Novate, e specialmente si citano lupini, frumento, segale, noci, castagne, oltre alla produzione vinicola. Ulteriore particolarità di quest'atto può essere colta nell'espressione con il quale il console di Milano apostrofò i contadini novatesi: essi erano detti "de cantono de vigano", il che potrebbe significare la possibile esistenza a Novate di una antica località detta "Vigano" oppure, più fondatamente, l'espressione si riferiva al fatto che viganum poteva significare "frazione di comune" e che dunque i contadini citati in giudizio provenissero da una piccola frazione nei pressi di Novate.

## XIII secolo
A Milano, il 2 dicembre 1234 venne redatto un atto notarile che riveste, pur indirettamente, una rilevanza per la storia novatese: tra i quattro testimoni che confermarono l'avvenuta vendita di alcune terre site a Consonno vi fu un novatese, un certo Pietro, figlio del fu Mirano, de Novate. Dettaglio non indifferente sul piano storico è stabilire se "de Novate" stesse semplicemente a indicare la provenienza geografica, oppure se fosse un cognome. La teoria del cognome è apparsa più fondata, incontrando inoltre supporto dal fatto che lo stesso notaio rogante indicò sé stesso nell'atto come «Suzo, figlio di messer Pietro de Paullo», esplicitando però che questi abitasse nel borgo di Porta Romana, a Milano e non a Paullo, derivando da ciò il fatto che Pietro de Novate fosse assai verosimilmente un membro della famiglia de Novate.
Al tempo stesso, gli esempi delle famiglie de Paullo e de Novate appaiono utili per evidenziare come l'origine di molti cognomi lombardi, secondo la teoria elaborata da Goffredo di Crollalanza, andrebbe fatta derivare proprio dai territori dove originariamente tali famiglie erano sorte; questi stessi cognomi, quando la località terminava con le lettere "o" oppure "e" avrebbero peraltro assunto, con il passare del tempo, un plurale collettivo (ad esempio, da Cusano è derivato il cognome Cusani, da Turate i Turati, da Novate i Novati).
Da due corposi atti notarili datati rispettivamente 22 luglio 1235 e 12 ottobre 1253 si è risaliti al nome di alcune ripartizioni del territorio novatese: tra queste appaiono le località denominate Castegniollo, Cassalle, Spine, Dossum, Roversello, Mastalia, Baracia, Cuniolo, Batudam.
Nei primi anni della seconda metà del Duecento si originarono nella città di Milano accesi scontri tra la popolazione e la nobiltà, che videro un supporto militare anche di trecento martesani, con l'effetto che nuovi contrasti tra nobiltà e plebe si produssero anche nei territori del contado. Le parti si riappacificarono raggiungendo una situazione di compromesso nel 1257, formalizzata il 4 aprile dell'anno seguente con la Pace di Sant'Ambrogio.

### Raimondo della Torre e le emigrazioni in Friuli

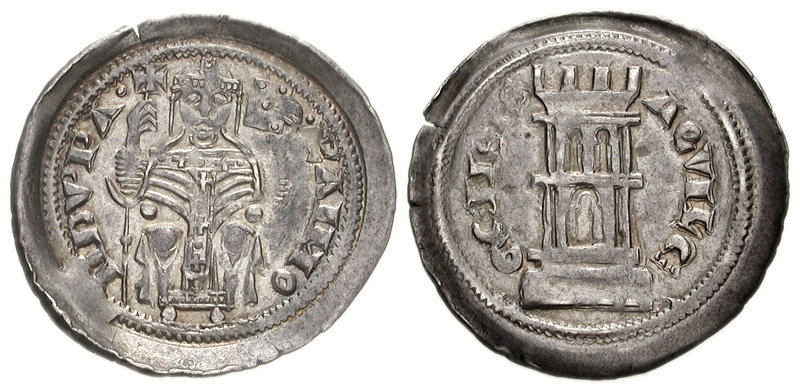
Effige di Raimondo della Torre, figura centrale nell'emigrazione friulana dei lombardi. Sul rovescio della moneta, una torre ripresa dallo stemma dei Della Torre

Negli anni Settanta del secolo si verificò un particolare fenomeno emigrativo di cittadini lombardi alle volte del Friuli, a quel tempo un territorio per lo più boscoso costellato da ville rurali e castelli; tale fenomeno trasse probabilmente origine dal trasferimento, nel 1273, del vescovo Raimondo della Torre dalla diocesi di Como al patriarcato di Aquileia. Fu così che alcuni lombardi legati sul piano ecclesiastico o civile al vescovo scelsero di seguirlo nel trasferimento, emigrando verso le terre friulane: tra questi, si ha notizia di alcuni novatesi, tra cui tali Pietro da Novate e Baldassarre de Novate, verosimilmente affiliati ai Della Torre in virtù di qualche particolare rapporto personale o economico.

### Ottone Visconti e il censimento nobiliare

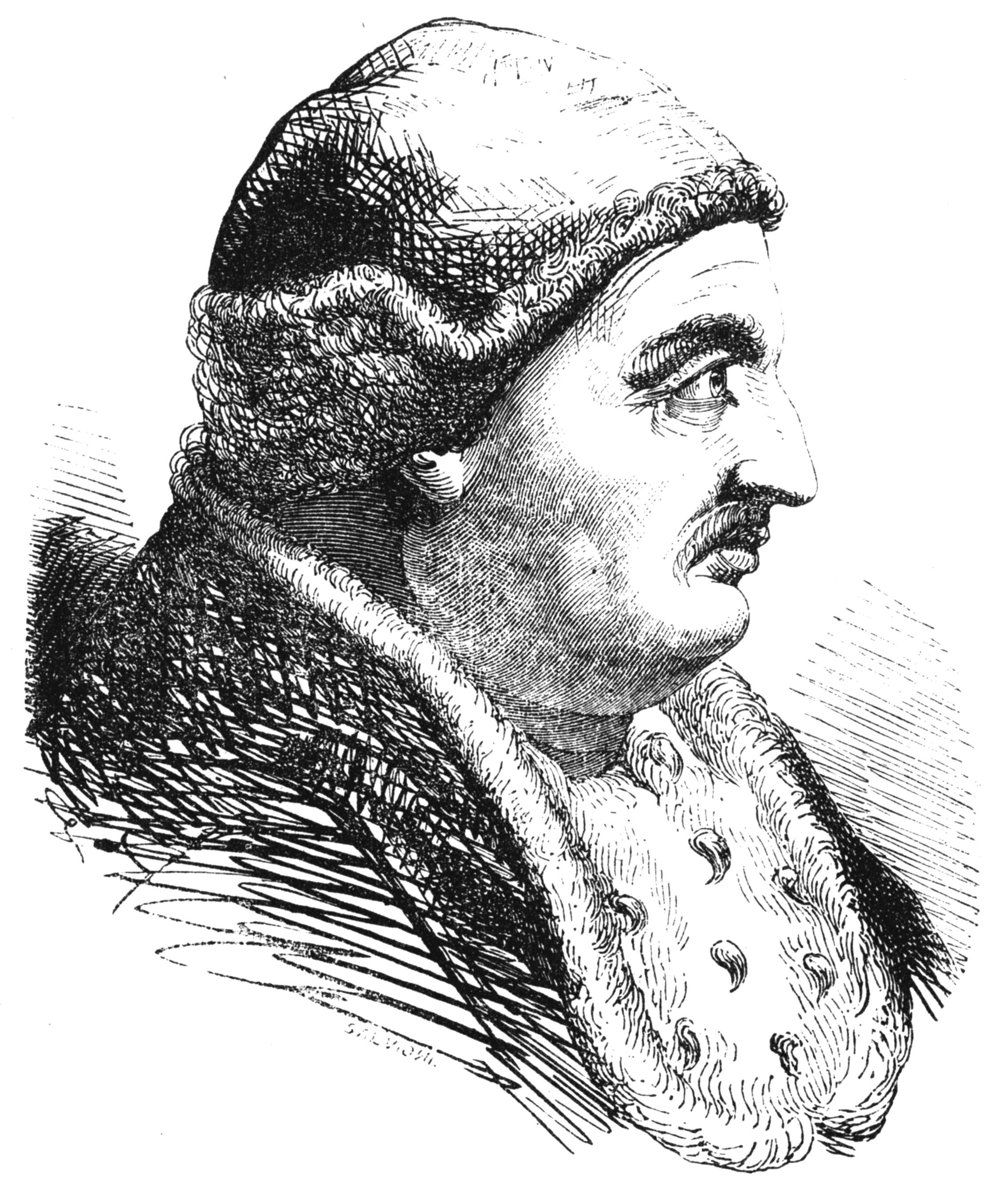
Effige postuma di Ottone Visconti, arcivescovo e signore di Milano

Nel 1277, con la battaglia di Desio, Ottone Visconti mise fine alla signoria torriana e, divenuto signore di Milano, il 20 aprile di quell'anno emise un decreto con il quale limitò l'accesso alla carica arcivescovile ai soli componenti delle famiglie nobili, rigettando quella pratica sviluppatasi sotto i Della Torre, quando tale carica rimase aperta anche ai non nobili.
A tal proposito, Ottone fece effettuare un censimento delle famiglie nobili nella città e nelle campagne milanesi: fra questi è risultata la famiglia Medicis de Novate, la cui provenienza da Novate Milanese è tuttavia discussa.
Secondo la ricostruzione storiche di Raffaele Fagnani, vi sarebbe identità tra la famiglia Medicis de Novate e la famiglia de Novate, che risulta dai numerosi atti notarili relativi a Novate Milanese; questa tesi si fonda sull'esistenza di un manoscritto dove tali famiglie furono accorpate sotto il nome comune di "Novatorum Familiam", elencandone gli appartenenti senza distinzioni. Ad una conclusione simile giunse anche lo storico Francesco Guasco, secondo il quale la famiglia Medicis de Novate avrebbe coinciso non esattamente con la famiglia de Novate, ma con una più generica famiglia Novati.

Localizzazione di Novate Milanese e delle omonime località lombarde

In senso inverso è invece la ricostruzione di Lorenzo Caratti di Valfrei, secondo cui non vi sarebbe affatto correlazione tra Novate Milanese e la famiglia Medicis de Novate che figura nel censimento ottoniano. Quest'ultima conclusione si fonda sul fatto che la denominazione Medicis de Novate non rappresenterebbe in sé una famiglia distinta, quanto piuttosto indicherebbe la provenienza territoriale di una famiglia Medicis (cognome peraltro assai diffuso nella Lombardia di quel tempo), tant'è che nel censimento era presenti ben sei famiglie contrassegnate dal nome Medicis, tra cui Medicis Portae Ticinensis, evidentemente proveniente da Porta Ticinese; una seconda considerazione che avvalora la tesi del Caratti è rappresentata dalla ricerca araldica che questi effettuò sugli stemmi delle famiglie denominate de Novate e presenti sugli stemmari Trivulziano, Archinto e Carpani, che apparendo profondamente differenti tra loro hanno portato ad escludere ogni forma di comunanza tra i de Novate e i Medicis de Novate. Ulteriore conferma in questo senso è giunta da alcuni atti relativi ai Medicis de Novate: nel 14 marzo 1567 si registrò una compravendita in cui un certo Gabriele Ferrante Medicis de Novate acquistò un terzo del feudo di Monguzzo, mentre il 10 novembre di quell'anno Ferrante Medicis de Novate acquisì il feudo di Covo, collocati rispettivamente nel comasco e nella bergamasca, senza alcun legame con Novate Milanese. Ancora, da un documento del 1632 risulta come Angela Maria Leopoldina Medicis de Novate domandò l'ispezione degli atti relativi alla confisca del feudo di Novate Brianza, avvalorando con ciò la tesi per cui i Medicis de Novate provenissero in realtà da Novate Brianza e non da Novate Milanese.

### Le chiese di Novate a fine Duecento

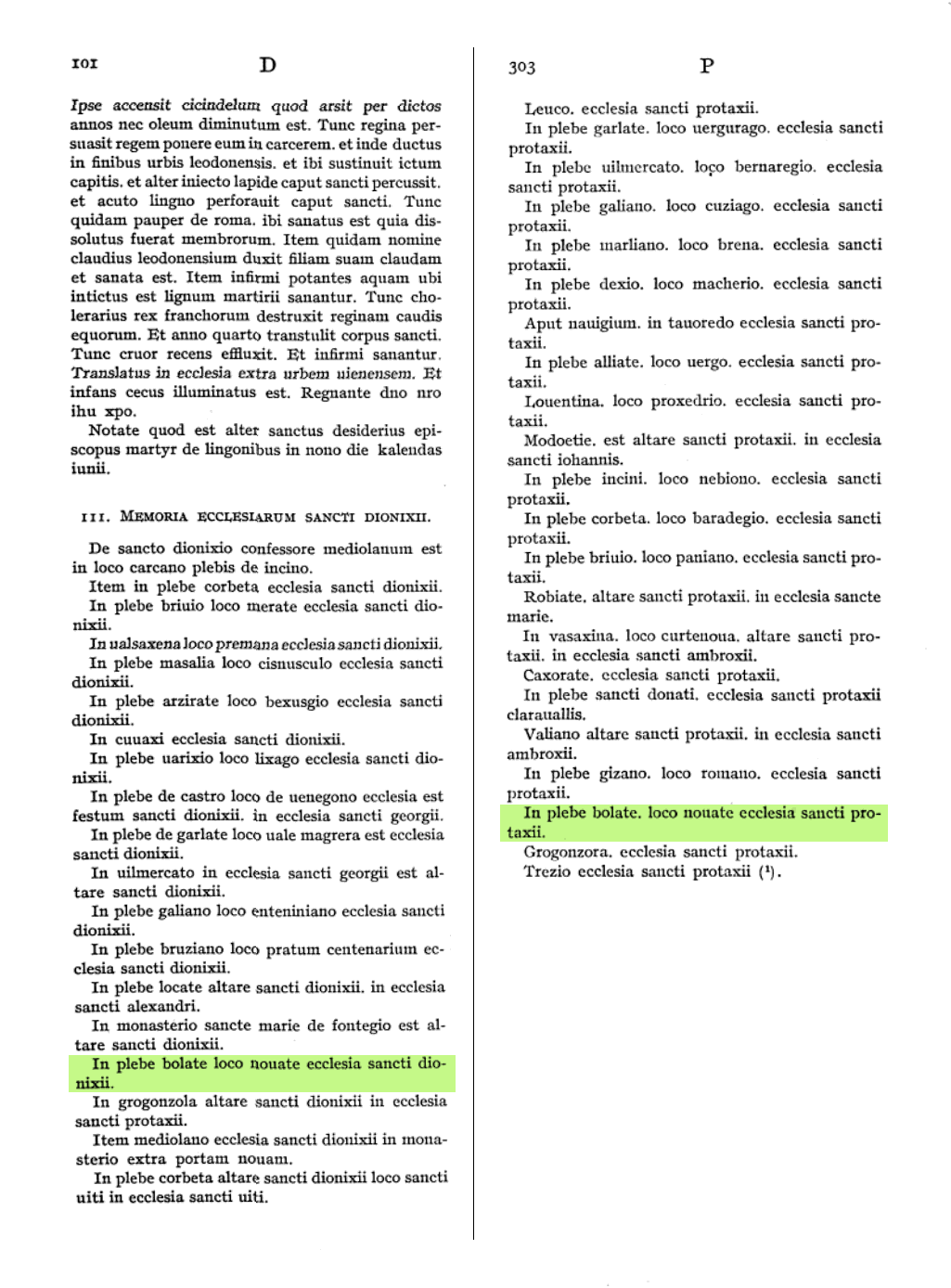
Censimento delle chiese di Novate nel Liber Notitiae Sanctorum Mediolani (edizione del 1917)

Alla fine del secolo risale dal Liber Notitiae Sanctorum Mediolani la notizia certa dell'esistenza a Novate Milanese di una chiesa dedicata a San Dionigi, la cui edificazione è stimata attorno alla metà del Duecento, in aggiunta alla conferma dell'esistenza della chiesa dedicata ai santi Gervaso e Protaso, quest'ultima già accertata nel XI secolo. Successivi documenti del XVI secolo, attestano che la chiesa dedicata a San Dionigi sorgeva proprio a poca distanza dalla chiesa dei Santi Gervaso e Protaso, sulla destra di questa, inframezzata dall'antico cimitero novatese e da un fossato.
Al 1298 risale un documento rilevante per la città di Novate Milanese: in quell'anno venne redatto un elenco dei possedimenti lombardi dei monaci dell'ordine degli Umiliati; da esso è stato per la prima volta esplicitamente confermata l'appartenenza della pieve di Bollate, di cui Novate faceva parte, al contado della Martesana e, specialmente, alla Martesana "di mezzo".

## XIV secolo

### Il Trecento e il contrasto con i guglielmiti
Ad un periodo a cavallo tra la fine del Duecento e i primi del Trecento risalgono alcune tracce su alcuni componenti della famiglia de Novate che avevano al tempo raggiunto posizioni sociali di una certa rilevanza: si tratta di una certa donna Dianese da Novate e Albertone da Novate, i quali, tuttavia, in conseguenza di una loro affiliazione con l'eretica Guglielma di Milano, furono colpiti da una serie di provvedimenti sanzionatori, come forme di penitenza pubblica, digiuni forzati e ammende pecuniarie. La rilevanza sociale di Dianese da Novate è stata ricostruita dagli storici sulla base di una pluralità di elementi, come il titolo "donna" e dal fatto che in un atto notarile del giugno 1293 veniva indicata come vedova di "ser" Giacomo (o Jacopo) da Novate, titolo d'uso nei documenti lombardi anteriori al Trecento, per indicare i componenti di famiglie nobili. La posizione di spicco di Albertone gli è invece derivata dalla sua appartenenza alla corte di Matteo Visconti.
Al termine dei processi contro i guglielmiti che avevano scosso Milano e i suoi dintorni, in questi luoghi proseguiva nel mentre la lenta emigrazione di lombardi alla volta del Friuli, tra cui continuavano a figurare componenti dei da Novate, tra i quali spicca Filippo da Novate, priore della canonica di Campomorto, che deriva il suo nome dal fatto che in quella località si combatté nell'XI secolo una sanguinosa battaglia tra milanesi e pavesi.

### Lo scorporo dal contado della Martesana

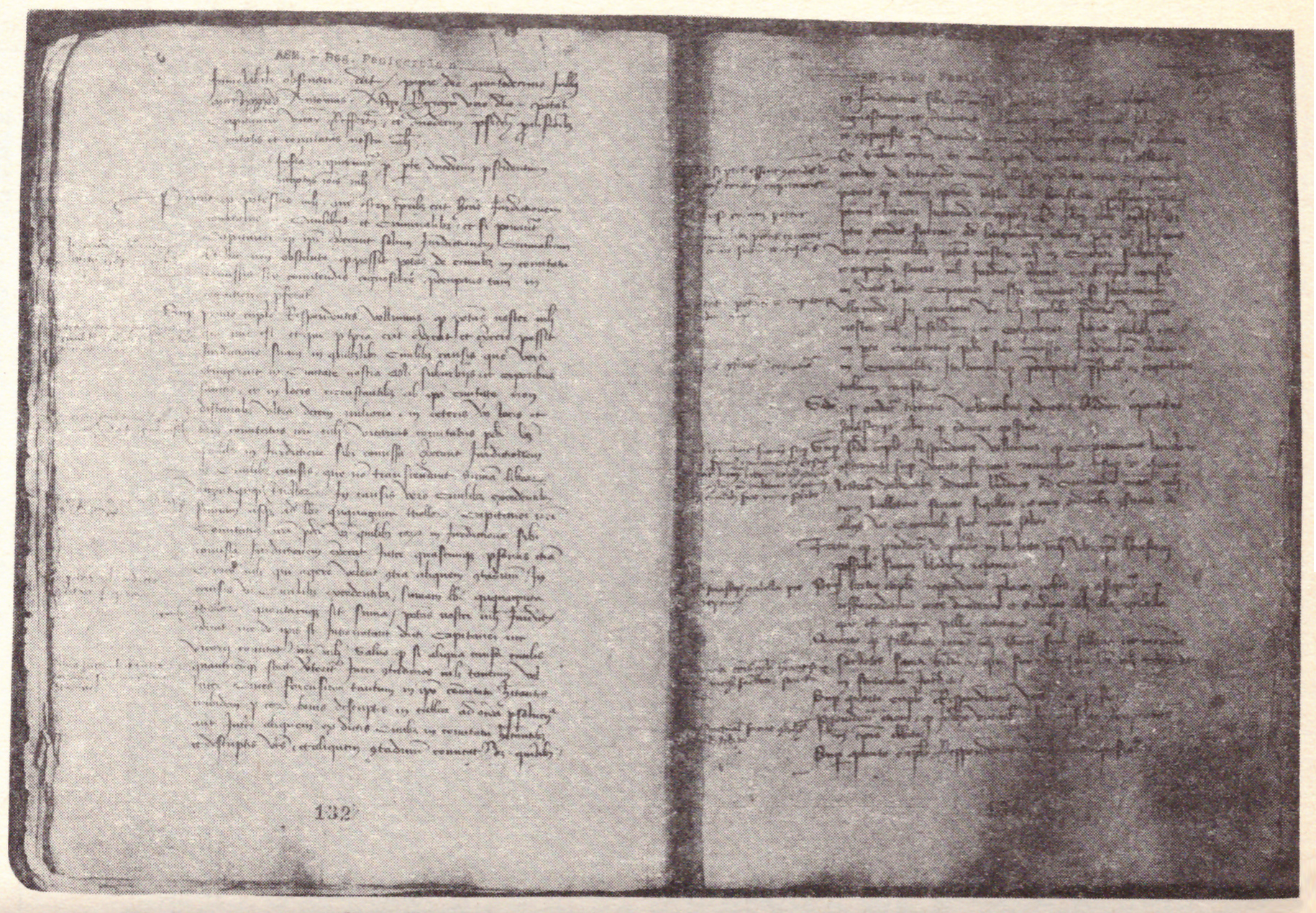
Il decreto visconteo del 1385, che segna il passaggio di Novate dal contado della Martesana al contado di Milano

Attorno al 1385 e sicuramente prima del 1388 venne redatto a Milano un atto che riportava l'elencazione dei nomi di circa novecento milanesi, con specificazione della porta di provenienza: tra di essi ne figurano alcuni contraddistinti dal cognome da Novate e in particolare Filippolo, Giovannolo e Vincenzo, rispettivamente di Porta Cumana, Porta Orientale e Porta Romana, ciò a dimostrazione di come esistessero almeno tre rami della famiglia de Novate che si erano nel tempo allontanati dalla città di origine per stabilirsi in diverse zone di Milano.
In quello stesso 1385 si colloca un atto di notevole rilevanza per Novate: un decreto di Gian Galeazzo Visconti, nel mentre divenuto signore di Milano, intervenne per ridefinire le attribuzioni territoriali dei contadi circondanti Milano e il contado di Milano stesso. Va infatti premesso che con i secoli i contadi della Bazana e della Martesana si erano fusi, così come era avvenuto con i contadi del Seprio e della Burgaria ed essi avevano accresciuto progressivamente la propria estensione territoriale, raggiungendo pressappoco i Corpi Santi di Milano. Al proposito di garantire un miglior equilibrio territoriale, Gian Galeazzo ordinò dunque lo scorporo delle pievi di Bruzzano, Segrate, Settala e Bollate dai rispettivi contadi e la loro annessione al contado di Milano.
Nel mentre che Novate seguiva le sorti del contado di Milano, il 22 luglio 1388 venne emanato un documento riportante i nomi di cittadini che avrebbero formato il Consiglio Generale dei Novecento: tra questi figurano nuovamente alcuni da Novate: Petrolo da Novate (Porta Cumana), Giovannolo e Maffiolo da Novate (Porta Nuova).
Nel 1392 giunse una conferma sullo status nobiliare della famiglia da Novate: un documento del 27 giugno 1392 per la prima volta attestò ufficialmente lo status nobiliare dei da Novate. L'atto riguardava in particolare la scelta di 12 nobili per ciascuna porta della città che avrebbero dovuto prendere parte ai festeggiamenti solenni che ogni anno si tenevano in occasione della festa di San Giacomo (25 luglio) in ricordo della Battaglia di Alessandria, dell'anno precedente, con il quale i milanesi prevalsero sul conte d'Armagnac. Tra i nobili indicati erano presenti due da Novate: Ambrogio di Porta Comasina e Giovannolo di Porta Nuova, questo secondo già citato nell'atto del 22 luglio 1388.
La nobilitazione della famiglia da Novate deve collocarsi nell'arco di tempo compreso tra il 1277 (anno al quale si era inizialmente fatta risalire la Matricula nobilium familiarum Mediolani, nella quale i da Novate non figuravano ancora) e il 1392.
Il 23 dicembre 1395, il duca di Milano con una sua lettera dispose che gli appartenenti al casato dei Novati dovessero riprendere il regolare pagamento dei tributi, dal quale erano stati esentati per un decennio a partire dal 1378. A quel tempo, infatti, s'intratteneva la guerra tra i Savoia e i Visconti che si concluse con la pace siglata da Gian Galeazzo Visconti, succeduto a Galeazzo II, deceduto a Pavia il 4 agosto 1378; durante tali combattimenti molti possedimenti dei da Novate subirono ingenti danni, tanto da spingere il Signore di Milano a concedere alla famiglia un'esenzione fiscale per i successivi dieci anni. Si tratta del primo documento dove tutti i componenti della famiglia da Novate vengono chiamati, in senso collettivo, con l'appellativo Novati.

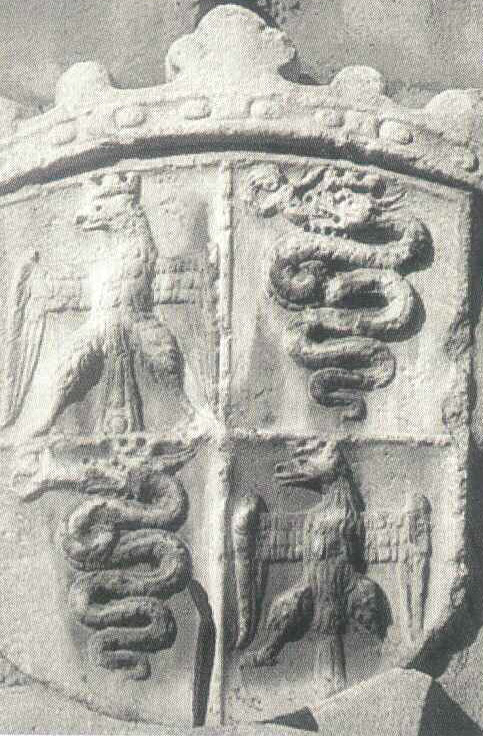
Raffigurazione dello stemma visconteo presente nel centro storico di Novate Milanese

Il 30 marzo 1397, Venceslao di Lussemburgo, re dei Romani, concesse a Gian Galeazzo Visconti il titolo di duca di Lombardia, unitamente al privilegio araldico di potere inquartare il proprio stemma (blasonato: «D'argento, al biscione d'azzurro, serpeggiante in palo, coronato d'oro, e divorante un fanciullo nudo uscente di rosso») con lo stemma imperiale («D'oro, all'aquila bicipite spiegata di nero, membrata, imbeccata e coronata d'oro»).
Una raffigurazione di tale stemma, nella variante con l'aquila ad una sola testa, è presente a Novate Milanese nella moderna via Madonnina, presso l'ingresso di Casa Visconti, edificio del centro novatese presso il quale una teoria, tramutatasi nel tempo in leggenda, farebbe terminare un passaggio sotterraneo segreto che collegherebbe Novate al Castello Sforzesco di Milano.

### Le chiese di Novate a fine Trecento
Al 1398 risale invece un documento di matrice ecclesiastica di notevole rilevanza per la storia locale novatese: si tratta del Notitia Cleri Mediolanensis, un codice cartaceo probabile trascrizione di un registro fiscale precedente, fatto redigere probabilmente per la Curia Arcivescovile di Milano e reso pubblico solo nel 1761.
Nel testo del documento, sotto la rubrica "Canonica de Bollate" si legge:
(Notitia Cleri Mediolanensis)

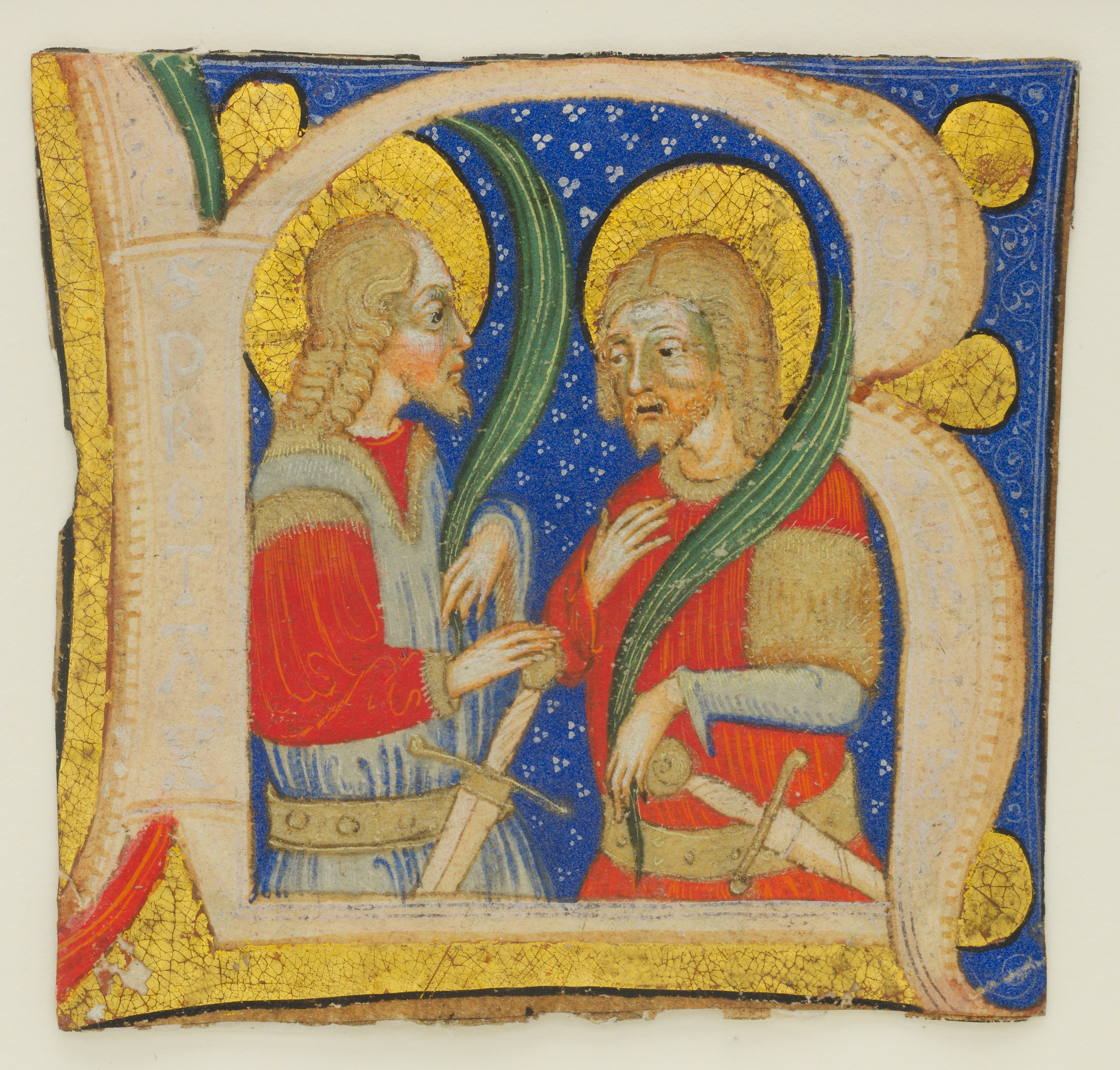
Raffigurazione dei Santi Protaso e Gervaso, martiri cristiani milanesi

Da ciò si conclude che a Novate esistesse a quel tempo la chiesa dedicata ai Santi Gervaso e Protaso e inoltre, benché non sia nota la sua ubicazione, una chiesa dedicata a San Bartolomeo, le quali venivano segnate nel documento come cappelle, com'era d'uso chiamare le chiese nei centri urbani minori che facevano capo alla Pieve (nel caso, Bollate), la quale era presieduta dal parroco. Quanto alla chiesa dei santi Gervaso e Protaso, dal Notitia Cleri Mediolanensis è emerso come la chiesa in origine portasse dal 1042 il solo nome di Protaso, mentre nel 1398 le era già stato aggiunto quello del fratello Gervaso, mantenendo tale denominazione fino alla definitiva inversione dei nomi, databile prima del 1491.
L'indicazione delle due chiese era accompagnata da una nota sul reddito di ciascuna di esse: per la prima si trattava di 5 lire, 11 soldi e 10 denari, per la seconda, evidentemente più modesta, 2 lire, 4 soldi e 9 denari.
Accanto alle due chiese menzionate dal Notitia Cleri Mediolanensis, continuava inoltre ad esistere a Novate la chiesa di San Dionigi, la cui demolizione risale solo alla seconda metà del XVI secolo.

## XV secolo

### Novate nel contado di Milano dopo morte di Gian Galeazzo Visconti
Ai primi anni del XV secolo risalgono due eventi che si ricollegano indirettamente con la storia di Novate: innanzitutto, una lettera ducale datata 22 ottobre 1401 precisò dell'esistenza, nelle vicinanze di Bollate, di una fitta boscaglia (circostanza pure confermata da una seconda lettera del 1402).
Il secondo evento si concatena invece con la storia di Milano: il 21 maggio 1404 sorsero nella capitale del ducato ingenti disordini causati dalla condanna a morte di un certo Monzino, alla quale si oppose però la famiglia guelfa Da Casate; questi ultimi, tuttavia, per intervento dei sostenitori ducali dovettero rifugiarsi a Porta Nuova, dove chiamarono a raccolta altri sostenitori guelfi, pronti ad affrontare uno scontro con i ducali. Giunti allo scontro, i Da Casate ebbero la peggio e Monzino fu giustiziato; tre giorni più tardi, tuttavia, un nuovo gruppo di guelfi riuscì a irrompere conquistando Porta Nuova, scacciando i ghibellini. Chiamati a quel punto alle armi i cittadini fedeli al duca, i ghibellini riuscirono a riprendere Porta Nuova, uccidendo o catturando in prigionia molti guelfi; quelli che invece sopravvissero fuggirono al di fuori di Milano per sfuggire alla cattura.
Tra questi, alcuni furono raggiunti il 28 agosto 1406 da un provvedimento del duca di Milano, con il quale egli concedeva l'assoluzione dai crimini commessi, a patto che costoro rientrassero a Milano e lì giurassero di non commettere più i fatti del passato contro il ducato e contro il comune di Milano. Ben otto dei cittadini citati nel documento erano componenti dei da Novate (Zanolo, Manfredo, Guerzio, Martino, Giovannino, Stefano e i due figli di quest'ultimo), circostanza dalla quale si è risaliti all'orientamento politico di buona parte della famiglia.
Tre anni più tardi, a maggio del 1409, Milano e il suo contado vennero colpite da un'importante carestia, conseguenza dei continui conflitti interni al ducato, tanto da spingere folle di donne, anziani e bambini a marciare per le strade al grido "pane e pace". Per tutta risposta, Giovanni Maria Visconti fece reprimere le proteste nella violenza, causando la morte di oltre duecento poveri affamati. Lo stesso duca, nel giugno di quell'anno, impose una nuova imposta sugli immobili pari a otto soldi per ogni fiorino d'estimo della proprietà.
Ormai evidente il declino della politica interna di Milano e del suo contado, le famiglie addette alla corte ducale Pusterla, Baggio, Del Maino, Triulzi, Mantegazza e Aliprandi convengono in segreto di assassinare il duca Giovanni Maria, rivelatosi capriccioso e crudele. La congiura fu portata a termine il 16 maggio 1412 quando Giovanni Maria, nel mentre si recava a messa, venne raggiunto dalle pugnalate che lo ferirono mortalmente.

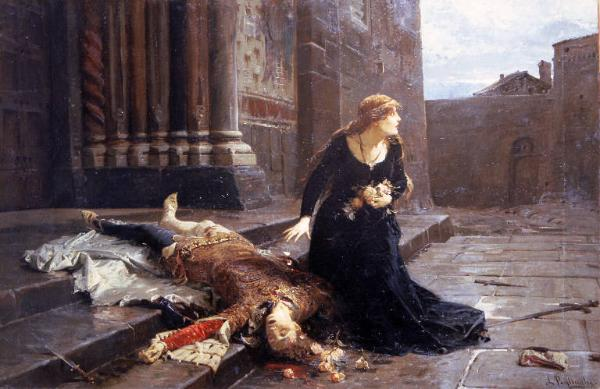
L'assassinio di Giovanni Maria Visconti in un olio su tela di Lodovico Pogliaghi

### L'avvento di Filippo Maria Visconti
Alla notizia dell'assassinio del duca, la folla in giubilo desiderava che il suo posto fosse preso dai nipoti di Giovanni Maria, Estorre e Giancarlo, mentre invece la carica fu assunta dal fratello Filippo Maria.
In quello stesso 1412, il 12 agosto Filippo Maria Visconti indirizzò al podestà di Milano una lettera con la quale chiedeva fossero indicati i responsabili dell'attentato al fratello, affinché potessero essere confiscati i loro beni: tra essi figurava anche un componente dei da Novate, di nome Gasperino. Questi, però, fu raggiunto da un provvedimento di clemenza il 10 giugno dell'anno successivo, con il quale venne assolto, insieme ad altri congiurati, dalle proprie colpe in relazione a quell'evento e ammesso a rientrare a Milano.
Le guerre tra guelfi e ghibellini che avevano scosso Milano e gli altri paesi del ducato, colpirono in special modo le pievi di Bruzzano e di Bollate, le quali, nell'aprile 1415 si affermarono essere ormai pressoché disabitate a causa dei recenti eventi guerreschi. Secondo una stima dello storico cinquecentesco Paolo Morigia i morti negli scontri, tra Milano e il resto del ducato, furono circa 70000, tra cui 40000 di fazione guelfa e 30000 di fazione ghibellina, con grande devastazione nei paesi.
Al proposito, nell'opera del Morigia sulla storia di Milano si legge:
(Paolo Morigia, Historia dell'antichità di Milano, divisa in quattro libri, libro I)
Al 1429 risalgono ulteriori notizie su quello che fosse lo stato dei luoghi nelle vicinanze di Novate: il 18 agosto di quell'anno una lettera ducale faceva riferimento ad un intervento di taglio del legname presso un'area boscata nei pressi di Bollate, a conferma delle notizie, a tal proposito, di inizio secolo. E ancora, il 29 agosto un atto governativo fornisce ulteriori dettagli sulle boscaglie a quel tempo esistenti: il provvedimento si riferisce testualmente ai boschi della Groana e di quelli posti nel nord bollatese e indica come quei luoghi (che un tempo venivano venerati come luoghi sacri) fossero occupati da numerose specie di animali selvatici come lupi, volpi, cinghiali e cervi e che molti di questi venissero abbattuti dagli abitanti locali, essendo previste cospicue ricompense per chi consegnasse tali animali, vivi o morti che fossero.
Una decina di anni più tardi, altre notizie riguardano i componenti della famiglia dei da Novate: da un documento datato 30 gennaio 1440 si apprende che un certo Francesco da Novate, allontanatosi da Milano, aveva raggiunto la carica di podestà nel comune di Casalino, situato tra Novara e Vercelli; da un secondo documento del 14 febbraio di quell'anno si è risaliti invece ad un certo Donato da Novate, che fu nominato da Filippo Maria Visconti procuratore del duca per esigere qualsiasi somma di denaro che fosse dovuta alla Camera ducale di Milano.
Nel 1440 un avvenimento particolare vide coinvolta la Chiesa di Milano, con un'improvvisa scelta dell'allora cardinale Branda Castiglione di abolire, all'insaputa dei milanesi, il rito ambrosiano in favore del rito romano: fattosi consegnare il breviario ambrosiano, nella messa di Natale pretese di celebrare la funzione secondo il rito romano. Tuttavia, gli abitanti di Milano e del suo contado ben presto insorsero contro il cardinale, per mantenere fede alla propria tradizione secolare e, minacciando di ucciderlo, lo costrinsero a fuggire dalla città.
Il 22 ottobre 1440, Filippo Maria Visconti commissionò l'esecuzione di un intervento volto a permettere la navigabilità del fossato di Milano agli ingegneri Gian Domenico de Grassis, Giovanni Calcaterra, Filippino de Organis e Bertola da Novate (quest'ultimo da pronunciarsi correttamente Bertòla). Specialmente Bertola da Novate, come ingegnere ducale, fu destinatario di numerosi incarichi di progettazione idraulica sia nel periodo visconteo, sia in quello sforzesco; nel 1443 Filippo Maria Visconti lo pose a carico di una speciale commissione per la realizzazione di un impianto di canali navigabili tra i fiumi Po, Adda e Ticino.

### La breve parentesi della Repubblica Ambrosiana

Stendardo dell'Aurea Repubblica Ambrosiana

Il 13 agosto 1447, morì a Milano Filippo Maria Visconti, pressoché cieco ammalato di gotta; da alcune ricostruzioni storiche pare addirittura che i cortigiani del defunto duca si affrettarono a saccheggiare le casse dell'erario, per spartirsi un bottino di 17000 ducati d'oro, abbandonando sul letto di morte il corpo di Filippo Maria. Con questi eventi cessò il periodo visconteo, per aprirsi la breve parentesi della Repubblica Ambrosiana: il giorno seguente alla morte di Filippo Maria, venne infatti proclamato il nuovo governo repubblicano. Durante il periodo repubblicano, la città di Milano e i suoi sobborghi, tra cui Novate, contavano attorno a 200000 persone.
Anche durante il periodo repubblicano continuarono a esservi tracce di componenti dei da Novate: tra questi si trova il già citato Bertola da Novate il quale, nonostante la caduta dei Visconti, mantenne la propria posizione professionale, tanto da ricevere incarichi da parte del governo repubblicano nell'ambito della Fabbrica del Duomo e specialmente gli fu chiesto di progettare il carroccio di Milano. Oltre a Bertola, negli ultimi tempi di vita della repubblica emerse la figura di Simpliciano da Novate, in seguito divenuto prevosto della basilica di Santa Tecla di Milano, il quale fu reclutato il 22 febbraio 1450 tra i cantori della Cappella del Duomo, luogo dove venivano riunite a quel tempo le migliori voci disponibili a Milano e dintorni.

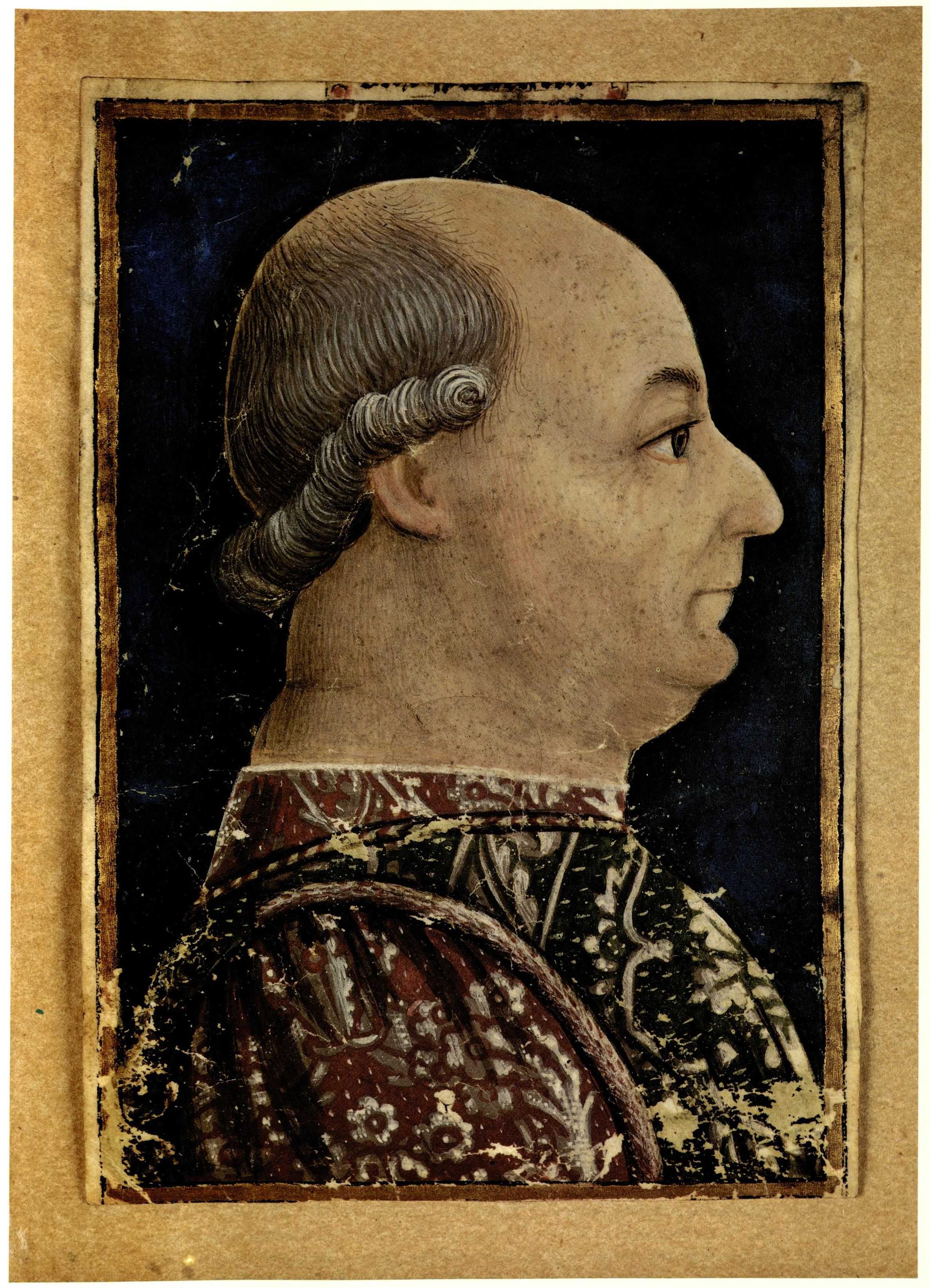
Francesco Sforza, primo duca di Milano appartenente agli Sforza

### La signoria sforzesca
Sul finire di febbraio 1450 giunse definitivamente al termine il triennio repubblicano, con la consegna della città di Milano e del suo contado a Francesco Sforza, venendo proclamato l'11 marzo duca di Milano e facendovi solenne ingresso il successivo 25 marzo.
Da alcuni atti di quello stesso 1450 si ricavano ulteriori informazioni sui da Novate: essi possedevano a quel tempo diversi terreni nell'area di Porta Nuova, nel nord della città, in prossimità della strada che di lì conduceva a Como e nei pressi della quale, un poco di più a nord, sorge proprio Novate Milanese.
L'anno seguente, un atto notarile rogato il 24 agosto, riporta ulteriori notizie sulla città di Novate: l'atto conteneva le disposizioni testamentarie del novatese Montolo Bossi, il quale legava alcuni suoi possedimenti al Consorzio della Misericordia di Milano. Proprio quest'ultimo ha rivestito una rilevanza assai notevole per Novate, tant'è che fino all'Ottocento continuò ad essere la maggior ditta censuaria del comune. Tra i beni legati dal Bossi figurano un campo di 74 pertiche nella località novatese detta un campo di circa 74 pertiche nella località denominata novatese detta "ad Bindam" (dove il testatore risiedeva), una vigna di circa 44 pertiche, situata nella località novatese detta "ad Bursum" e infine un'abitazione rurale con cortile, pozzo, forno e orto, sempre a Novate. Il testatore inseriva tuttavia due oneri per il Consorzio della Misericordia: il primo consisteva nell'obbligo di celebrare in perpetuo ogni 26 agosto ‒ anniversario della morte del Bossi ‒ dodici Sante messe nella chiesa di San Protaso di Novate; il secondo consisteva nell'obbligo di distribuire, in quella stessa giornata, a tutti i poveri di Novate due moggia di pane di frumento ben cotto. Dell'avvenuta celebrazione delle messe e della distribuzione del pane doveva, secondo la volontà del testatore, redigersi annualmente uno specifico atto notarile, con la certificazione del parroco novatese pro tempore. L'assai complessa clausola testamentaria prevedeva che qualora non si fosse osservato l'obbligo celebrazione delle messe o la distribuzione del pane, anche per un solo anno, i beni oggetto del legato sarebbero passati ipso facto alla Venerabile Fabbrica del Duomo di Milano e, ancora in subordine, alla chiesa novatese di San Protaso.

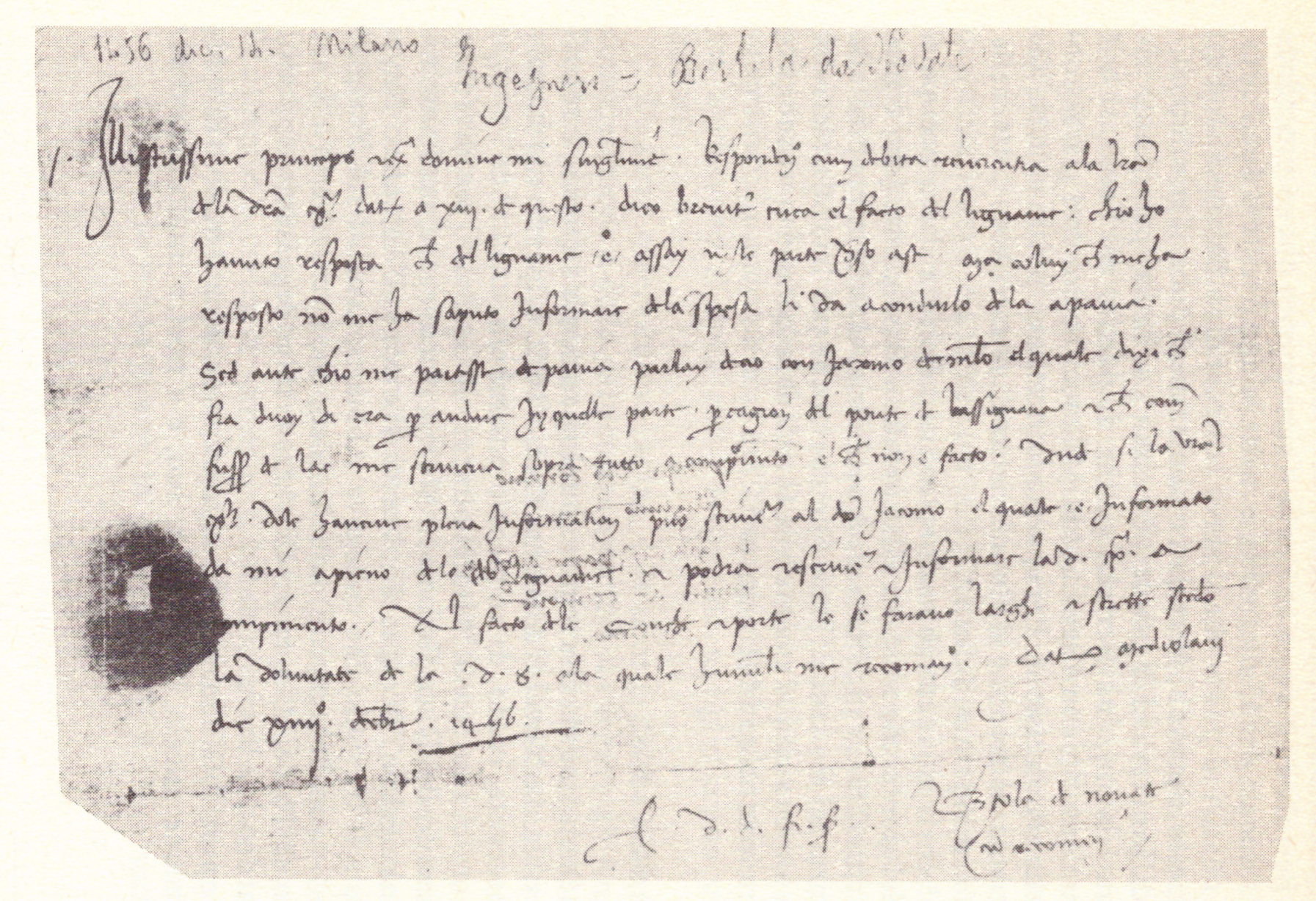
La lettera del 14 dicembre 1456, redatta da Bertola da Novate e indirizzata al duca Francesco Sforza

Il 10 agosto 1453 una nuova lettera tornò a riguardare Bertola da Novate e i suoi rapporti con il ducato: tale lettera costituì il primo invito all'ingegnere a mettersi formalmente al servizio del duca di Milano. Ciononostante, Bertola assunse la qualifica di ingegnere ducale solo tre anni più tardi, nel 1456, benché egli fosse già da tempo, di fatto, al servizio del duca, come traspare dalle lettere che Bertola inviava personalmente a Francesco Sforza. Tra queste lettere, in particolare, con una datata 23 luglio 1455 Bertola informava il duca di essere stato a Parma e di avere ispezionato i luoghi dove sarebbe dovuto passare il nuovo naviglio della città. Nel luglio 1455, Bertola sancì il definitivo tracciato del naviglio di Parma, del quale egli fu appunto progettista, stimando i costi dell'opera in 2000 ducati d'oro, dietro approvazione del consiglio degli anziani e del podestà i quali, stimando molto Bertola, espressero il desiderio che fosse proprio questi ad eseguire i disegni del naviglio, salvo il benestare del duca. Dopo avere gravitato nei pressi di Mantova per lavorare al anche suo naviglio, per la prima volta nel 1456, Bertola iniziò a fare uso della qualifica di ingegnere ducale, come si è constatato in una lettera del 14 dicembre 1456 indirizzata al duca in merito alla realizzazione di un ponte a Bassignana.
Lo stesso Bertola lavorò poi alla progettazione del naviglio della Martesana, che si estendeva sull'intero territorio dell'omonimo contado, del quale peraltro Novate fece parte fino alla seconda metà del Trecento, benché tale opera venga talvolta erroneamente attribuita per intero a Leonardo (il quale invece apportò il proprio contributo per il successivo perfezionamento del naviglio).
A tal proposito, Giorgio Giulini nella sua opera sulla storia di Milano riporta in estratto il decreto di Francesco Sforza, che recita:
(Francesco Sforza, decreto ducale del 1° giugno 1457)
Il Naviglio, che si originava nell'Adda (presso il castello di Trezzo sull'Adda) e terminava nel Seveso venne realizzato tra il 1457 e il 1465 e, al tempo del Bertola, aveva la sola funzione di irrigare i campi, mentre la sua navigabilità possibile solo qualche anno più tardi.
Un dettaglio rilevante per la città di Novate può essere colto nel fatto che in alcune lettere Bertola da Novate venisse indicato come Bertola da Nova, il che suggerisce come a metà Quattrocento la città fosse nota alternativamente come Novate e Nova, conseguenza di quell'apocope che dalla lingua parlata si era evidentemente trasfusa anche nello scritto.
Nel 1461, a Novate venne a costituirsi la confraternita della Natività di Maria Vergine, prima associazione novatese di carattere volontaristico-religioso della quale sia pervenuto il ricordo. La confraternita fu costituita da un gruppo di laici novatesi che scelsero di associarsi al fine di onorare la Madonna, attraverso il compimento di opere pie.

### La morte e la successione a Francesco Sforza

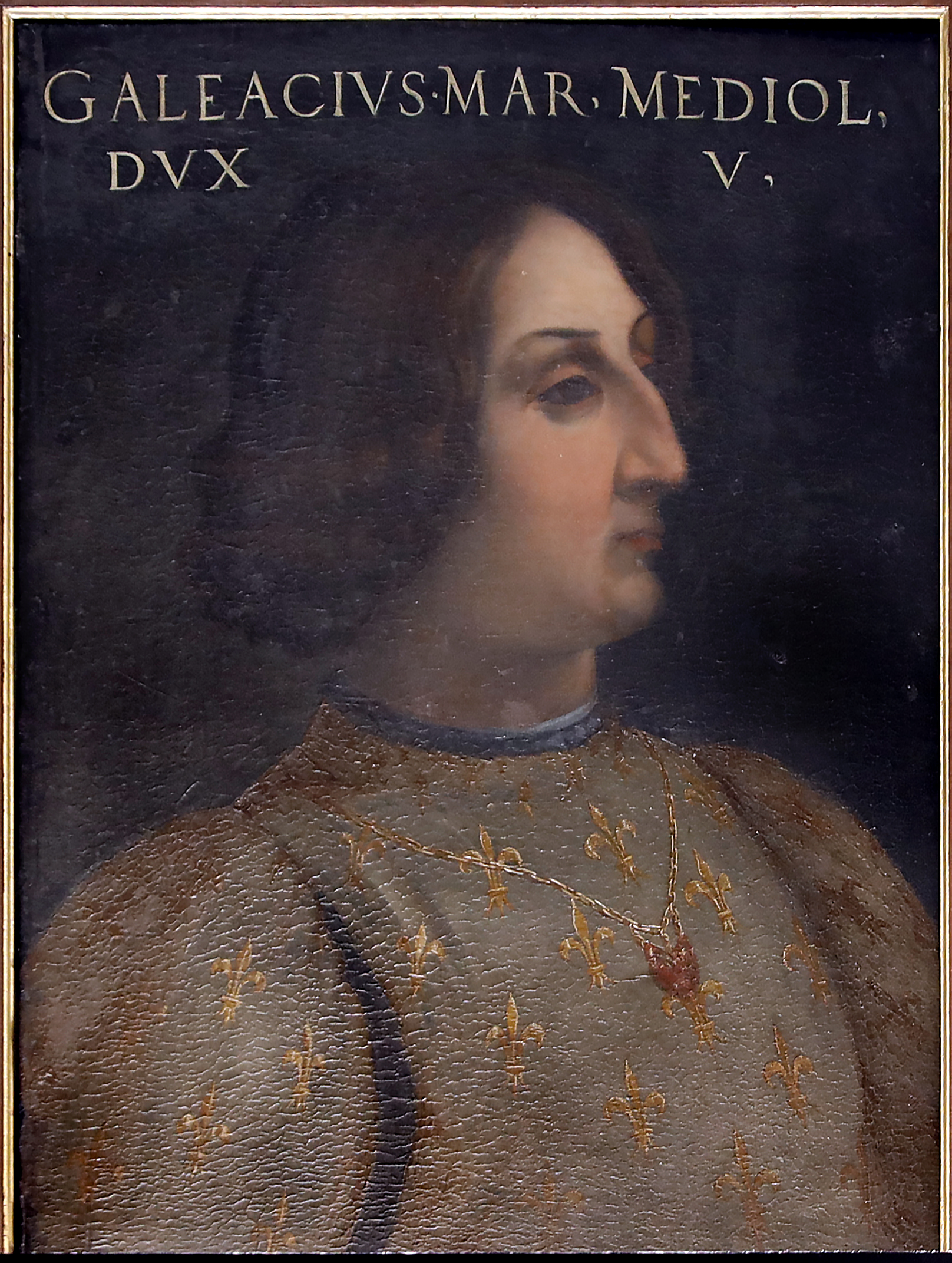
Galeazzo Maria Sforza in un ritratto di Cristofano dell'Altissimo, 1568

L'8 marzo 1466, Francesco Sforza morì improvvisamente a causa di un attacco di idropisia: a succedergli come duca di Milano – dopo una breve parentesi di reggenza della moglie Bianca Maria Visconti – fu il figlio Galeazzo Maria Sforza.

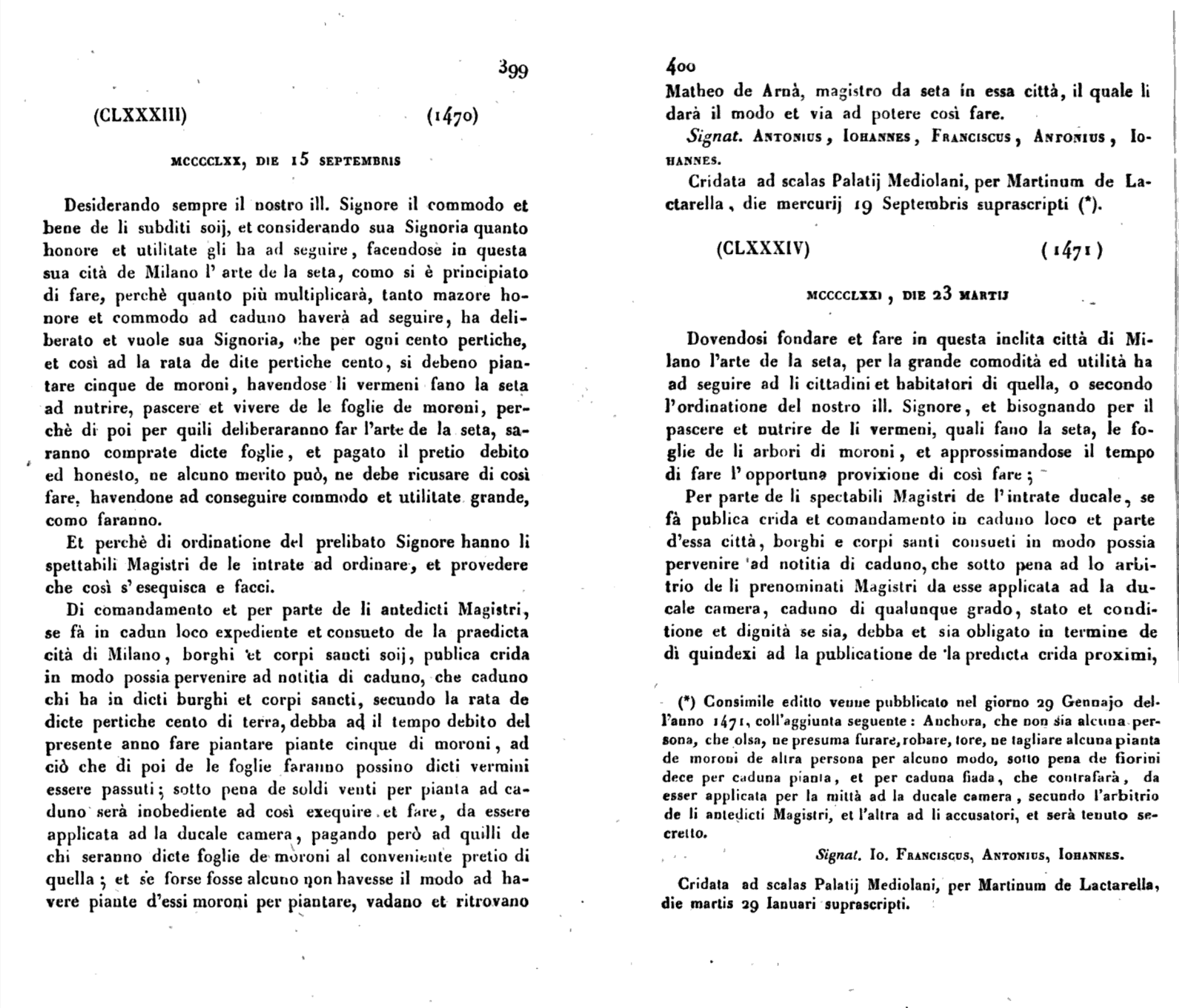
Le grida sulla coltivazione dei gelsi che hanno interessato i sobborghi di Milano, come risultano nel Codice Visconteo-Sforzesco di Carlo Morbio

Qualche anno dopo l'insediamento di Galeazzo Maria, il governo ducale decise di varare una politica volta a promuovere a Milano l'arte della seta: per far ciò, il 15 settembre 1470 nei sobborghi di Milano (dove si trovava Novate) venne varato l'obbligo di piantumare cinque gelsi ogni cento pertiche di terra, mentre il 29 gennaio dell'anno successivo fu introdotta una sanzione pecuniaria per chiunque asportasse o tagliasse gli altrui alberi di gelso.
Nel mentre, anche sotto Galeazzo Maria Sforza, alcuni membri da Novate continuavano ad essere addetti alla corte ducale, e specialmente si ha notizia di un certo Zohanne Pietro da Novà, il quale ricopriva il ruolo di cameriere ducale.

### Novate nel feudo di Desio

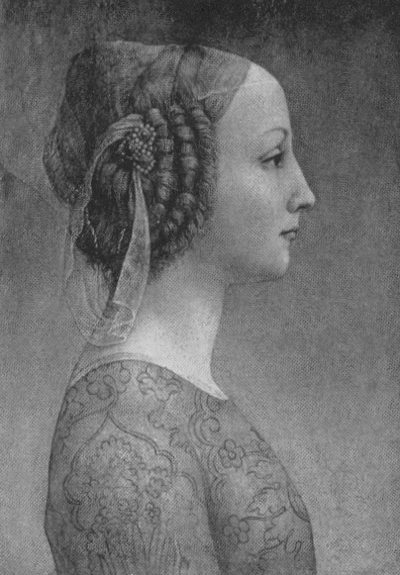
Ritratto a disegno di Lucia Marliani, prima feudataria del feudo di Desio

Se fino al 1476 la storia di Novate si era confusa con quella Milano, da quell'anno si assistette invece ad una rottura sul piano storico, con Novate che iniziò a seguire più da vicino le sorti del feudo di Desio, del quale ulteriormente faceva parte, benché senza cessare formalmente di fare parte del contado di Milano.

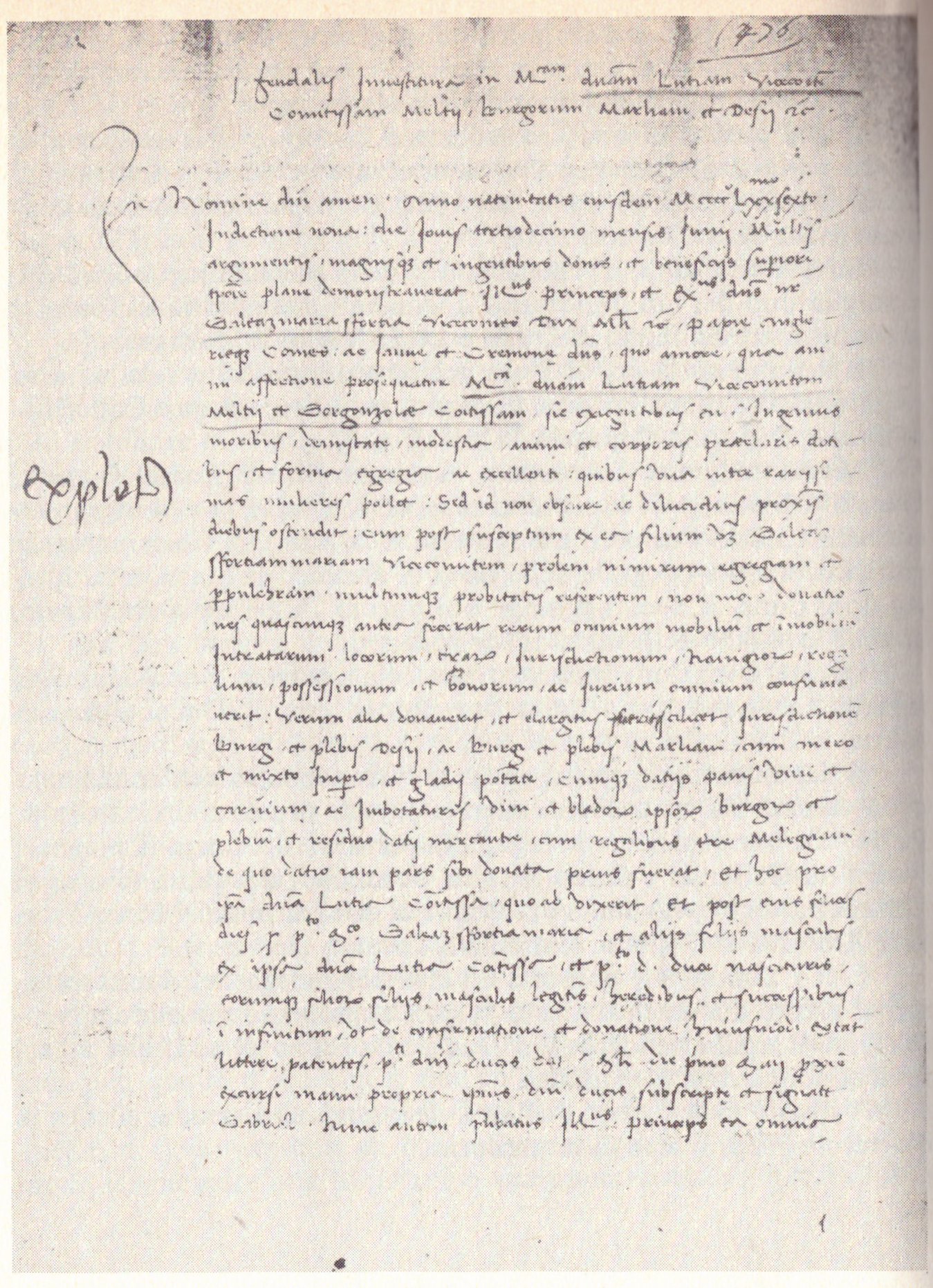
L'atto del 13 giugno 1476 con il quale Novate e il feudo di Desio passano sotto la giurisdizione di Lucia Marliani, contessa di Melzo

Accadde infatti che il 13 giugno 1476, Galeazzo Maria Sforza – con atto a rogito del notaio Giovanni Antonio Gerardo – concedette a Lucia Marliani la giurisdizione sul feudo di Desio, conglobato al contado di Milano e al quale apparteneva la pieve di Bollate. La stessa Marliani aveva già ricevuto pochi mesi prima due notevoli investiture, che le avevano garantito un'entrata annua di 4000 ducati: ella infatti fu dapprima infeudata da Galeazzo Maria dei territori di Gorgonzola e Melzo e le furono attribuite le somme prodotte annualmente dal naviglio della Martesana (circa 2000 ducati annui) e appena due mesi più tardi fu beneficiaria di una nuova donazione per volere del duca, in forza della quale avrebbe percepito ulteriori 2000 ducati annui, prelevati da sui redditi e dazi dei territori di Settimo, Segrate, Gorgonzola, Conegliano e Melegnano.
Oltre a concedere la giurisdizione sul feudo, Galeazzo Maria concesse alla Marliani il diritto a fare proprie le entrate derivanti dai dazi su vino, pane, carni, imbottato di vino e biade prodotti nelle pievi di Desio e Bollate (rimanevano esclusi solo il dazio sulle mercanzie, la gabella sul sale e la tassa sui cavalli).
Questa particolare predilezione di Galeazzo Maria Sforza per Lucia Marliani trova fondamento nel fatto che da una relazione avuta con quest'ultima (la quale viveva presso la corte ducale) nacquero i due figli naturali, Galeazzo e Ottaviano.
Il 5 settembre 1476, Galeazzo Maria Sforza attribuì a Lucia Marliani la facoltà di eleggere il pretore (o podestà) delle pievi di Mariano e Desio, quest'ultimo dimorava nel capoluogo di pieve ed esercitava una generica attività di supervisione e controllo sui singoli comuni, i quali erano retti individualmente da un console.
Il 26 dicembre seguente, Galeazzo Maria Sforza fu assassinato nella basilica milanese di Santo Stefano per mano dei congiurati Giovanni Andrea Lampugnani, Girolamo Olgiati e Carlo Visconti; a succedergli fu il figlio Gian Galeazzo Maria, sotto reggenza della madre Bona di Savoia e Cicco Simonetta. È proprio tra gli addetti alla corte di Bona di Savoia che figurava un da Novate, di nome Giovanni (Johanne de Novate), il quale ricopriva il ruolo di cavalcante.

### Il feudo desiano dopo la morte di Galeazzo Maria Sforza

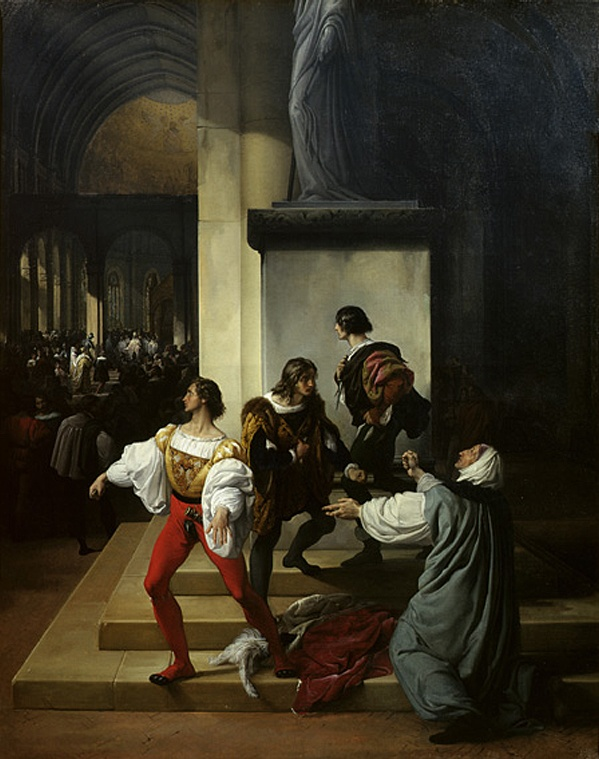
L'uccisione di Galeazzo Maria Sforza nel dipinto La congiura dei Lampugnani (Francesco Hayez, 1826).

Con l'assassinio di Galeazzo Maria Sforza, anche la situazione personale dei possedimenti di Lucia Marliani subì un brusco e improvviso cambiamento: essendo i propri feudi "camerali", il 14 gennaio 1477 la Camera Ducale provvedette ad apprendere (ossia riprendersi) i feudi di Mariano e Melzo, che Galeazzo Maria aveva concesso. Non fu mai rinvenuto, invece, alcun atto che provasse l'apprensione del feudo di Desio, che dunque verosimilmente rimase alla Marliani, come pure conferma il fatto che il 6 marzo 1482 il feudo desiano passò a Galeazzo e Ottaviano Sforza, figli della contessa.
Nel 1486 Novate, come molti comuni della Lombardia fu colpita da un'epidemia di peste; la misura del contagio fu notevole, tanto che nella sola Milano furono registrati circa 50000 decessi.
Il 14 luglio 1488 fu emesso un decreto con il quale vennero concessi i proventi del dazio dell'imbottato della pieve di Desio a Gabriele Pirovano (medico della corte ducale) e ai suoi discendenti: tale avvenimento ha prodotto conclusioni differenti da parte degli storici, posto che quest'atto di disposizione sul feudo desiano doveva fare presupporre l'esistenza di qualche diritto in capo alla Camera Ducale. Le letture possibili sono apparse le due seguenti: o nel 1488 la Camera Ducale aveva inteso infeudare Gabriele Pirovano dell'intero feudo di Desio (sottraendolo così ai figli della Marliani) oppure – più fondatamente, secondo Lorenzo Caratti di Valfrei – tra il 1482 e il 1488 era intervenuta una qualche disposizione che avesse sottratto a Galeazzo e Ottaviano Sforza la disponibilità dei soli dazi sull'imbottato, con la conclusione quindi che ad essi spettasse ancora la giurisdizione e i proventi del feudo, meno che per i dazi sull'imbottato, destinati al Pirovano.
Nel 1491, per volontà di Ludovico il Moro, reggente di Gian Galeazzo Maria Sforza, fu intensificata nel ducato di Milano la coltivazione dei gelsi e l'allevamento dei bachi da seta, attività già molto diffuse nel novatese. All'anno successivo risale invece un documento notarile che ha tenuto traccia di una permuta di alcune terre, intervenuta il 12 novembre 1491 tra un milanese Francesco da Lodi e Bernardino Dela Ecclesia, rettore della chiesa dei Santi Gervaso e Protaso di Novate: si tratta del primo documento in cui la chiesa novatese viene qualificata come rettoria, officiata dunque da un rettore, quando fino ad allora era semplicemente qualificata come cappella, retta da un cappellano.